# Yehuda ben Shlomo Taitatsk
El rabino Yehuda ben Solomon Taitazak,  Yehuda ben Shlomo Taitazak (en hebreo: יהודה בן שלמה טאיטאצק) fue un talmudista activo principalmente en Salónica en el siglo XVI. Después del Edicto de Granada, se estableció en Salónica con su hermano, Yosef ben Shlomo Taitazak y su padre.